# Dirty Rotten Filthy Stinking Rich
Dirty Rotten Filthy Stinking Rich är det amerikanska bandet Warrants debutalbum, utgivet i januari 1989. Albumet nådde tionde plats på Billboard 200. Singeln "Heaven" nådde andra plats på Billboard Hot 100. Albumet utgavs som LP, kassettalbum och CD.

## Låtlista
Alla låtar är skrivna och komponerade av Jani Lane. 
| Nr           | Titel                                      | Längd |
| ------------ | ------------------------------------------ | ----- |
| 1.           | 32 Pennies                                 | 3:09  |
| 2.           | Down Boys                                  | 4:04  |
| 3.           | Big Talk                                   | 3:43  |
| 4.           | Sometimes She Cries                        | 4:44  |
| 5.           | So Damn Pretty (Should Be Against the Law) | 3:33  |
| 6.           | D.R.F.S.R.                                 | 3:17  |
| 7.           | In the Sticks                              | 4:06  |
| 8.           | Heaven                                     | 3:57  |
| 9.           | Ridin' High                                | 3:06  |
| 10.          | Cold Sweat                                 | 3:32  |
| Total längd: | Total längd:                               | 37:08 |

| 11. | Only a Man (demo)     | 4:22 |
| 12. | All Night Long (demo) | 2:42 |

## Medverkande
Warrant
- Jani Lane – sång, akustisk gitarr
- Joey Allen – gitarr
- Erik Turner – gitarr
- Jerry Dixon – basgitarr
- Steven Sweet – trummor

Övriga
- Mike Slamer – gitarrsolo på samtliga låtar
- Beau Hill – keyboard, bakgrundssång
- Bekka Bramlett – bakgrundssång